# اریس
اِریس (نماد: ) (به انگلیسی: Eris،  تلفظ: "ee'-ris") یا اِریس ۱۳۶۱۹۹ یا ۲۰۰۳ یوبی۳۱۳، با نام پیشین زینا (به انگلیسی: Xena) ۱۳۶٬۱۹۹ اُمین سیارهٔ کوتولهٔ کشف‌شده، بزرگ‌ترین سیارهٔ کوتولهٔ و جسم فرانپتونی منظومهٔ خورشیدی است که پس از کشف، به‌عنوان سیارهٔ دهم منظومهٔ خورشیدی شناخته شد. اما در سال ۲۰۰۶، اتحادیهٔ بین‌المللی اخترشناسی تعریف جدیدی از سیاره کرد و اریس به همراه سرس، پلوتون، هائومیا و ماکی‌ماکی در گروه سیارات کوتوله قرار گرفت و شمار سیارات منظومهٔ خورشیدی به ۸ رسید.
در ۲۱ اکتبر ۲۰۰۳، مؤسسهٔ فناوری کالیفرنیا سه نگاره از آسمان شب گرفت و حرکت اریس در آن سه نگاره به اندازه‌ای آرام بود که رایانه‌ها آن را تشخیص ندادند. اما در ۵ ژانویهٔ ۲۰۰۵ و در بازبینی مجدد، مایکل براون، چد تروهیو و دیوید رابینوویتز اریس را کشف کردند. مایکل براون نام زینا را بر روی این سیارهٔ کوتولهٔ جدید و نام گابریل را بر روی ماه آن نهاد. اما در ۱۳ سپتامبر ۲۰۰۶، نام زینا به پیشنهاد مایکل براون به اریس (ایزدبانوی نفاق و کشمکش) و نام گابریل به دیسنومیا (دختر اریس) تغییر یافت.
اریس تقریباً ۱۶٬۰۹۳٬۴۴۰٬۰۰۰ کیلومتر از خورشید فاصله دارد و فاصلهٔ اریس تا خورشید سه برابر فاصلهٔ پلوتون تا خورشید و ۳۸ تا ۹۷ برابر فاصلهٔ زمین تا خورشید است. اوج اریس ۹۷٫۶۶ واحد نجومی و حضیض آن ۳۸٫۲۵ واحد نجومی است و یک بار گردش آن پیرامون خورشید ۵۶۰ سال طول می‌کشد. اریس در دیسک فشرده پیرامون خورشید می‌چرخد و °۴۳٫۸۳ درجه نسبت به دائرةالبروج کج و مایِل است. قطر اریس طبق برآورد تلسکوپ فضایی هابل ۲٬۴۰۰ کیلومتر (۱۰۰± کیلومتر) و ۱۰۵ درصد پلوتون تخمین زده می‌شد اما پس از کشفیات تازه کاوشگر فضایی نیوهورایزنز و گذر آن از نزدیک پلوتو در سال ۲۰۱۵ مشخص شد که پلوتو بزرگ‌تر از اریس است. جرم این سیارهٔ کوتوله ۱۰۲۲×۱٫۶۷ کیلوگرم است. چگالی اریس نیز ۲٫۳ گرم بر سانتی‌متر مکعب است. به باور دانشمندان، درون اریس مخلوطی از سنگ و یخ است. سطح این سیارهٔ کوتوله نیز از یخ متان و نیتروژن ساخته شده و جو آن نیز یخ‌زده و منجمد است.
دیسنومیا تنها ماه اریس است که در سال ۲۰۰۵ توسط مایکل براون و گروهی از دانشمندان، مدتی پس از کشف اریس کشف شد. قطر این ماه ۱۰۰ تا ۲۵۰ کیلومتر است. اریس از نظر میزان جرم و حجم، هفدهمین جسم در منظومهٔ خورشیدی است.

## اکتشاف

جسمی که نشان داده‌شده و به بالا و پایین حرکت می‌کند، اریس است.

در سال ۲۰۰۳، اریس برای نخستین بار طی یک بررسی دربارهٔ بخش بیرونی منظومهٔ خورشیدی در رصدخانهٔ پالومار توسط مایکل براون (استاد اخترشناسی سیاره‌ای در مؤسسهٔ فناوری کالیفرنیا)، چد تروهیو از رصدخانهٔ جمینی و دیوید رابینوویتز از دانشگاه ییل کشف‌شد. در ژانویه ۲۰۰۵، این اکتشاف مورد تأیید قرار گرفت و به‌عنوان دهمین سیارهٔ منظومهٔ خورشیدی انتخاب‌شد و نخستین شیء در کمربند کویپر بود که بزرگتر از پلوتو بود.
از پاییز سال ۲۰۰۱، مؤسسهٔ فناوری کالیفرنیا بررسی‌های مداومی دربارهٔ بخش بیرونی منظومهٔ خورشیدی با استفاده از تلسکوپ ساموئل اوشین در رصدخانهٔ پالومار در کالیفرنیای جنوبی انجام داده‌است و تاکنون بیش از ۸۰ شیء نورانی در کمربند کویپر پیدا کرده‌است. این مؤسسهٔ فناوری برای پیدا کردن اشیاء در بیش از سه ساعت، سه نگاره از یک منطقهٔ کوچک در آسمان شب می‌گیرد و به دنبال اشیاء متحرک می‌گردد. میلیاردها ستاره و کهکشان در آسمان ثابت و ماهواره‌ها، سیارات، سیارک‌ها و دنباله‌دارها متحرک به نظر می‌رسند. این مؤسسه سه نگاره در شب ۲۱ اکتبر ۲۰۰۳ گرفت و سیارهٔ جدیدی پیدا کرد. از آن‌جا که این سیارهٔ کوتوله بسیار دور است، حرکت آن کندتر از بسیاری از اشیاء پیداشده توسط این مؤسسه بوده‌است. حرکت اریس به اندازه‌ای آرام بود که رایانه‌های این مؤسسه برای نخستین بار متوجه آن نشدند. در سال آینده، این مؤسسه بررسی ویژه برای اشیاء بسیار دور را آغاز کرد و سیارهٔ جدید را در ۵ ژانویهٔ ۲۰۰۵ در ساعت ۱۱:۲۰ قبل از ظهر به منطقه زمانی اقیانوس آرام پیدا کرد.

## طبقه‌بندی

پراکندگی اجسام فرانپتونی در فضا. برای خواندن نام اجسام بر روی نگاره کلیک کنید.

اریس پس از کشف، عنوان «سیارهٔ دهم» را به خود گرفت و به‌عنوان دهمین سیارهٔ منظومهٔ خورشیدی شناخته‌شد. اما در دههٔ نخست سدهٔ ۲۱، اکتشافات بزرگی انجام گرفته و ستاره‌شناسان را به بررسی دوباره تعریف یک سیاره واداشته‌است. بنابراین در ماه اوت سال ۲۰۰۶، در تعریف سیاره تجدید نظر شد. در این سال، اتحادیهٔ بین‌المللی اخترشناسی تعریف تازه‌ای از سیاره ارائه داد و طبق آن تعریف، سیاره جسم آسمانی است که ویژگی‌های زیر را داشته‌باشد:
- در مداری پیرامون ستاره‌ای بچرخد، اما خودش ماه نباشد.
- دارای جرم کافی و تقریباً کروی‌شکل باشد.
- اجرام آسمانی پیرامون مدار خود جاروب شده‌باشند (پیرامون مدار خود اجرام آسمانی بزرگی که گرانش غالب منطقه را در اختیار داشته‌باشند، وجود نداشته باشد).

از سوی دیگر، عنوان تازه‌ای به نام سیارهٔ کوتوله به وجود آمد که به جسم آسمانی گفته می‌شود که دارای ویژگی‌های زیر باشد:
- در مداری پیرامون ستاره‌ای بچرخد، اما خودش ماه نباشد.
- دارای جرم کافی و تقریباً کروی‌شکل باشد.
- اجرام آسمانی پیرامون مدار خود جاروب نشده‌باشند (پیرامون مدار خود اجرام آسمانی بزرگی که گرانش غالب منطقه را در اختیار داشته‌باشند، وجود داشته‌باشند).

تنها تفاوت میان سیارات و سیارات کوتوله، مناطق پیرامون آن‌هاست. اجرام آسمانی دیگری پیرامون سیارات کوتوله وجود دارند، اما پیرامون سیارات وجود ندارند. با توجه به این تعاریف، پلوتو، اریس و سرس (که پیش از آن سیارک بوده‌است) در گروه سیارات کوتوله قرار گرفتند. دو سیارهٔ کوتولهٔ دیگر به نام‌های هائومیا و ماکی‌ماکی نیز جزء سیارات کوتولهٔ منظومهٔ خورشیدی هستند. از آن پس، شمار سیارات منظومهٔ خورشیدی به ۸ رسید.
در ماه ژوئن سال ۲۰۰۸، اتحادیهٔ بین‌المللی اخترشناسی عنوان تازه‌ای به نام پلوتوئید به وجود آورد و آن را این‌گونه تعریف کرد: «پلوتوئیدها سیارات کوتوله‌ای هستند که نسبت به نپتون فاصلهٔ بیشتری با خورشید دارند و بزرگ‌ترین اجرام کمربند کویپر هستند.» اکنون پلوتو، هائومیا، ماکی‌ماکی و اریس ۴ پلوتوئید منظومهٔ خورشیدی هستند. اما چون سرس در کمربند سیارک‌ها قرار دارد، پلوتوئید به‌شمار نمی‌رود.

## نام‌گذاری
نام جایگزین اریس «۲۰۰۳ یوبی۳۱۳» و نام ریزسیاره‌ای آن «اریس ۱۳۶۱۹۹» است.

### زینا
هفته‌نامهٔ نیو ساینتیست نظرسنجی در اوت ۲۰۰۵ برپا ساخت و در آن ۱۰ نام برتر برای نهادن بر روی سیارهٔ جدید را معرفی کرد و دیدگاه مردم را خواستار شد. این ۱۰ نام عبارت بودند از: پرسفونه، پاکس، گالیلئو، زینا، روپرت، باب، تیتان، نیبیرو، سربروس و لوکی.
سرانجام، مایکل براون نام زینا را که از روی شخصیت زینا در نمایش تلویزیونی زینا: شاهدخت جنگجو برگرفته شده‌بود، بر این سیارهٔ کوتوله نهاد. مدتی پس از کشف زینا، مایکل براون ماه زینا را نیز کشف کرد و نام گابریل را که از شخصیت‌های وابسته به زینا بود، بر آن نهاد.
مایکل براون دربارهٔ گزینش نام زینا برای این سیارهٔ کوتوله گفته‌است:
ما از خیلی وقت پیش، تصمیم گرفته بودیم که نام زینا را بر نخستین شیء یافت‌شدهٔ بزرگتر از پلوتو بگذاریم و این نام را از روی نمایش تلویزیونی زینا: شاهدخت جنگجو برگرفته بودیم. ما تا به حال هیچ ایده‌ای دربارهٔ این که زینا یک ماه دارد، نداشتیم؛ اما این را می‌دانستیم که اگر زینا یک ماه داشته باشد، تقریباً تنها نامی که می‌توانیم برای آن برگزینیم، گابریل است.

### گزینش نام رسمی

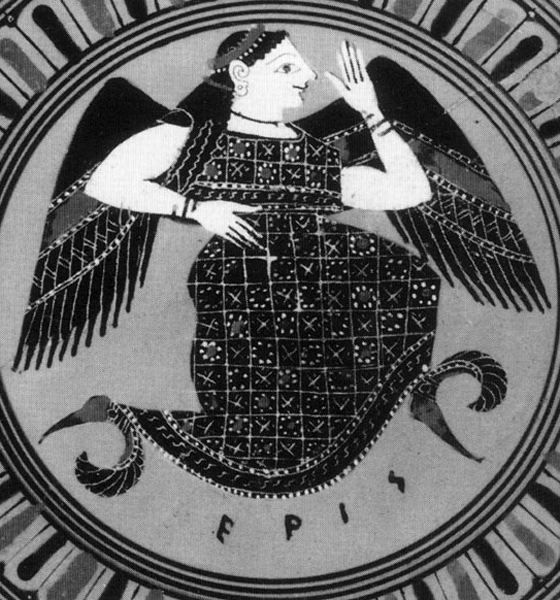
ایزدبانوی اریس بر روی یک بشقاب آتنی، حدود ۵۷۵–۵۲۵ پیش از میلاد

به‌طور کلی، به اجسام فرانپتونی نام‌هایی اساطیری و افسانه‌ای مرتبط با دنیای مردگان داده می‌شود. در ۱۳ سپتامبر ۲۰۰۶، اتحادیهٔ بین‌المللی اخترشناسی نام سیارهٔ کوتولهٔ زینا را به پیشنهاد مایکل براون به اریس (ایزدبانوی یونانی نفاق و کشمکش) تغییر داد. نام «اریس ۱۳۶۱۹۹» یا اریس توسط گروه کاری نام‌گذاری سیستم سیاره‌ای و کنواسیون نام‌گذاری اخترشناسی پذیرفته‌شد. ایزدبانوی اریس، حسادت و رشک را برای ایجاد جنگ و خشم در میان مردان تحریک می‌کند. در جشن عروسی پلئوس و تتیس، همهٔ خدایان به جز اریس دعوت شدند و اریس خشمگین شد و از روی کینه و نفرت، باعث نزاع و کشمکش میان خدایان شد که سرانجام منجر به جنگ تروآ شد.
پس از اریس، ماه اریس که با عنوان «اس۲۰۰۵٫» شناخته می‌شد، نام رسمی دیسنومیا را به خود گرفت. دیسنومیا دختر اریس و ایزدبانوی هرج‌ومرج و درگیری و قرین یونومیا است و یونومیا به خشم و درگیری‌های شدید پایان می‌بخشد. نام دیسنومیا نیز که توسط مایکل براون پیشنهاد شده‌بود، توسط گروه کاری نام‌گذاری سیستم سیاره‌ای پذیرفته‌شد. این نام‌گذاری‌های جدید توسط کمیتهٔ سازماندهی بخش سوم اتحادیهٔ بین‌المللی اخترشناسی و مقامات این اتحادیه مورد تأیید قرار گرفت و در بخش‌نامهٔ ۸۷۴۷ این اتحادیه در ۱۳ سپتامبر ۲۰۰۶ اعلام‌شد.

## موقعیت مکانی و مدار

مدار اریس در ۱۱ اکتبر ۲۰۰۶. برای خواندن دقیق نام اجسام، بر روی نگاره کلیک کنید.

از زمان کشف نپتون و ماه آن تریتون در سال ۱۸۴۶، اریس بزرگ‌ترین جسم یافت‌شده‌است که در مداری پیرامون خورشید می‌چرخد. اریس تقریباً ۱۰ میلیارد مایل از خورشید فاصله دارد و فاصلهٔ آن تا خورشید سه برابر فاصلهٔ پلوتو از خورشید است و مدت گردش آن به دور خورشید دو برابر مدت گردش پلوتو به دور خورشید است. مدار اریس عجیب‌تر از مدار پلوتو است؛ پلوتو ۳۰ تا ۵۰ برابر فاصلهٔ زمین از خورشید را در بیش از ۲۵۰ سال می‌پیماید؛ در حالی که اریس ۳۸ (کمترین فاصله) تا ۹۷ (بیشترین فاصله) برابر فاصلهٔ زمین از خورشید را در بیش از ۵۶۰ سال می‌پیماید.
مسافتی که اریس برای یک بار گردش پیرامون خورشید می‌پیماید، ۱۰۱۰×۶٫۰۸۴ کیلومتر است. اوج این سیارهٔ کوتوله ۱۰۱۰×۱٫۴۵۹۴۵ کیلومتر و حضیض آن ۱۰۹×۵٫۷۶۵۷۳ کیلومتر است. سرعت متوسط اریس در مدار خود ۱۲٬۳۸۴ کیلومتر بر ساعت است و خروج از مرکز مداری آن ۰٫۴۳۳۶۲۸۳۶۷ و طول روز آن ۱٫۰۷۹ برابر روز زمینی و ۲۵٫۹ ساعت است.
اریس در منطقه‌ای بسیار دور در منظومهٔ خورشیدی به نام دیسک فشرده پیرامون خورشید می‌چرخد. اشیاء دیسک فشرده به تمایل و شیب بسیار و خروج از مرکز مدار گرایش دارند. اریس °۴۶٫۸۷ نسبت به دائرةالبروج کج و مایل است، در حالی که تمایل پلوتو نسبت به دائرةالبروج تنها °۱۷ است. اریس در اوج خود قرار دارد و ۹۷ واحد نجومی از خورشید فاصله دارد و تا ماه مارس ۲۲۵۷ میلادی در حضیض خورشید قرار خواهد گرفت.

## اندازه، جرم و چگالی
| جسم      | قطر (کیلومتر) | جرم (کیلوگرم)       | چگالی (گرم بر سانتی‌متر مکعب) |
| -------- | ------------- | ------------------- | ---------------------------- |
| اریس     | ۲٬۴۰۰         | ۱۰۲۰×۱۶۶            | ۲٫۳                          |
| پلوتو    | ۲٬۳۰۲         | ۱۰۲۰×۱۳۰٫۹          | ۲٫۰۵۰                        |
| دیسنومیا | ۱۰۰ تا ۲۵۰    | —                   | —                            |
| هائومیا  | ۱٬۵۳۰٫۷۵      | ۱۰۲۰×۴۱٫۸۱۹۴        | —                            |
| ماکی‌ماکی | ۶۳۷٫۸۱        | ۱۰۲۰×۴۱٫۸۱۹۴        | —                            |
| سرس      | ۹۵۲٫۴         | ۱۰۲۰×۹٫۴۷           | ۲٫۰۹                         |
| زمین     | ۱۲٬۷۴۲        | ۱۰۲۰×۵۹۷۲۲          | ۵/۵۱۳                        |
| ماه      | ۳٬۴۷۴٫۲       | ۱۰۲۰×۷۳۴٫۲          | ۳٫۳۴۴                        |
| خورشید   | ۱٬۴۱۲٬۰۰۰     | ۱۰۲۰×۱۴٬۱۲۰٬۰۰۰٬۰۰۰ | ۱٬۴۰۸                        |

طی پژوهشی در رصدخانهٔ پاریس در سال ۲۰۱۰، قطر اریس ۲٬۳۲۶ کیلومتر محاسبه‌شد. پیش از آن در سال ۲۰۰۹، قطر پلوتو حداقل ۲٬۳۳۸ کیلومتر محاسبه شده‌بود. با این حال، در نخستین برآوردی که پس از کشف اریس از اندازهٔ آن شد، قطر آن ۳٬۰۰۰ کیلومتر (۴۰۰± کیلومتر) برآورد شد. مدتی بعد، برآوردی توسط تلسکوپ فضایی هابل شد و قطر اریس ۲٬۴۰۰ کیلومتر (۱۰۰± کیلومتر) برآورد شد. بحث و اختلاف بر سر این که اریس بزرگ‌ترین سیارهٔ کوتوله است یا پلوتو، هم‌چنان ادامه دارد. اگر قطر اریس را ۲٬۴۰۰ کیلومتر (۱۰۰± کیلومتر) بدانیم، اندازهٔ آن ۱۰۵ درصد اندازهٔ پلوتو است. مایکل براون دربارهٔ اریس و پلوتو گفته‌است:
| « | از دیدگاه علمی، این که کدام یک (اریس یا پلوتو) بزرگتر است، هیچ چیزی به ما نمی‌آموزد. واقعیت این است که اندازهٔ آن‌ها تقریباً یکسان است و این از دیدگاه علمی جالب است؛ یکی از دیگری چند کیلومتر بزرگتر است و این اهمیتی ندارد. اما من یک دلبستگی عاطفی به اریس دارم؛ بنابراین، در عمق درونم، می‌خواهم باور کنم که اریس کمی بزرگتر است. | » |

بزرگ‌ترین اجسام فرانپتونی. برای خواندن دقیق نام برخی از اجسام بر روی نگاره کلیک کنید.

مشاهدات جدید رصدخانهٔ کک و تلسکوپ هابل نشان می‌دهد که دیسنومیا (ماه اریس) مداری دایره‌ای شکل به شعاع ۳۷٬۳۵۰ کیلومتر دارد و دورهٔ مداری آن ۱۵/۷۷۴ روز است. جرم اریس از این پارامترهای مداری به دست آمده و برابر با ۱۰۲۲×۱٫۶۷ کیلوگرم (۱۰۲۲×۰٫۰۲± کیلوگرم) است و از جرم پلوتو ۲۷ درصد بیشتر است. مقدار جرم اریس توسط مایکل براون و امیلی اسکالر اندازه‌گیری شد و یک هفتهٔ بعد در مجلهٔ ساینس منتشر شد. آلن استرن، پژوهشگر اصلی مأموریت فضایی نیوهورایزنز گفته‌است که نسبت پلوتو به اریس و دیسنومیا، مانند نسبت سیب به پرتقال است.
چگالی اریس برابر با ۲٫۳ گرم بر سانتی‌متر مکعب (g/cm۳) است. این مقدار چگالی نشان می‌دهد که اریس احتمالاً یک جسم سنگی بزرگ است که توسط پوششی نسبتاً نازک از جنس یخ پوشیده شده‌است.

## ساختار، سطح و جو

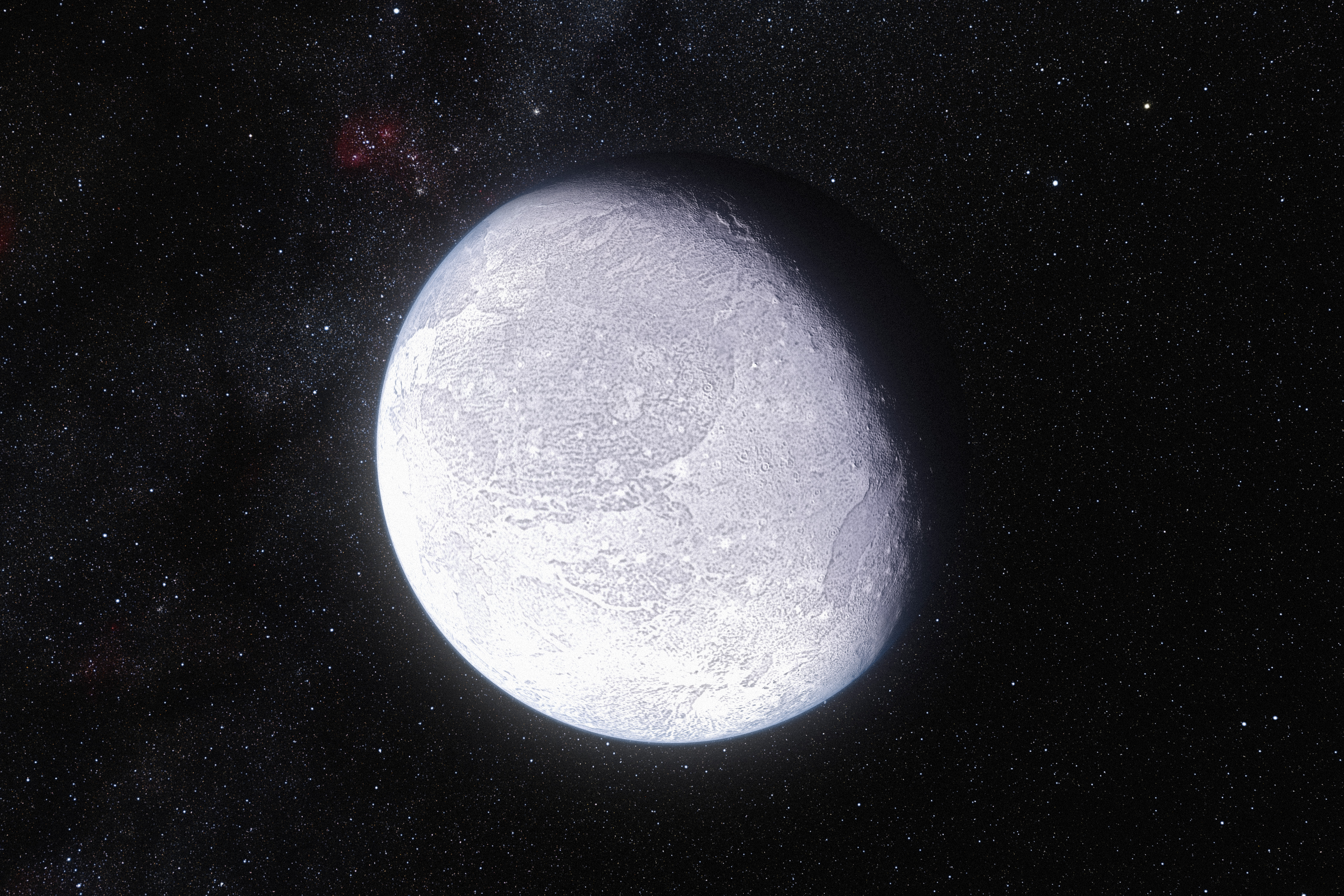
طراحی هنری از اریس که جو و سطح یخ‌زدهٔ و منجمد آن را نشان می‌دهد.

دانشمندان بر این باورند که درون اریس مانند درون پلوتو مخلوطی از سنگ و یخ است. تا زمانی که دانشمندان اطلاعات بیشتری دربارهٔ چگالی اریس را به دست نیاورده‌اند، فقط می‌توانند دربارهٔ ترکیبات درونی این سیارهٔ کوتوله گمانه‌زنی کنند.
سطح اریس خاکستری رنگ است و روی آن یخ متان وجود دارد. دانشمندان با مطالعات آزمایشگاهی و مشاهدات تلسکوپی دریافته‌اند که سطح اریس شباهت بسیاری به سطح پلوتو دارد. حدود ۹۰ درصد از سطح یخی اریس از نیتروژن و ۱۰ درصد دیگر آن از متان ساخته شده‌است.
در دماهای بسیار پایین، متان که به حالت گاز بر روی کرهٔ زمین موجود است، بر روی اریس و پلوتو به حالت یخ‌زده وجود دارد. با این حال، اریس و پلوتو به‌طور کامل یکسان نیستند. سطح پلوتو نسبتاً قرمز رنگ و سطح اریس تقریبهٔ سفید رنگ است. بر خلاف پلوتو، اریس سطح لکه لکه ندارد و سطح آن تقریباً یکسان است و ۸۶ درصد (۷± درصد) از نوری که به آن تابیده می‌شود را منعکس می‌کند. علت سطح روشن و رنگ سفید یکنواخت اریس، دوری بیش از حد آن از خورشید و در نتیجه سرمای بسیار آن است و در این فاصله از خورشید (در نزدیک‌ترین فاصله، ۲۸۰ سال)، حتی جو سیاره هم یخ می‌زند. این سیارهٔ کوتوله ۹۷ واحد نجومی از خورشید فاصله دارد و دمای سطحی آن حدود ۲۱۷- درجهٔ سانتی‌گراد تا ۲۴۳- درجهٔ سانتی‌گراد است و بسیار تاریک است.
اریس جو قابل توجهی ندارد. جو آن مانند جو پلوتو، یخ‌زده و منجمد است و مانند لایه‌ای نازک و یخ‌زده بالاتر از سطح آن قرار دارد و لایه‌ای از متان روی سطح را پوشانده‌است. این لایهٔ متان در پلوتو به علت تابش کم نور خورشید، قرمز رنگ است. اما متان در اریس تا حدودی زرد رنگ‌تر است و شاید به دلیل دوری بیشتر آن به خورشید نسبت به پلوتو باشد. به احتمال زیاد، متان و نیتروژن اجزایی هستند که جو اریس را تشکیل داده‌اند. وقتی که اریس در نزدیک‌ترین فاصله به خورشید قرار می‌گیرد، گرمای خورشید موجب تصعید (تبدیل جامد به گاز) گازهای منجمد اریس می‌شود. دانشمندان بر این باورند که اگر اریس به خورشید نزدیکتر شود، جو نازک یخی اریس ذوب خواهد شد و سطح سنگی پلوتو مانند آن آشکار خواهد شد.

## ماه اریس

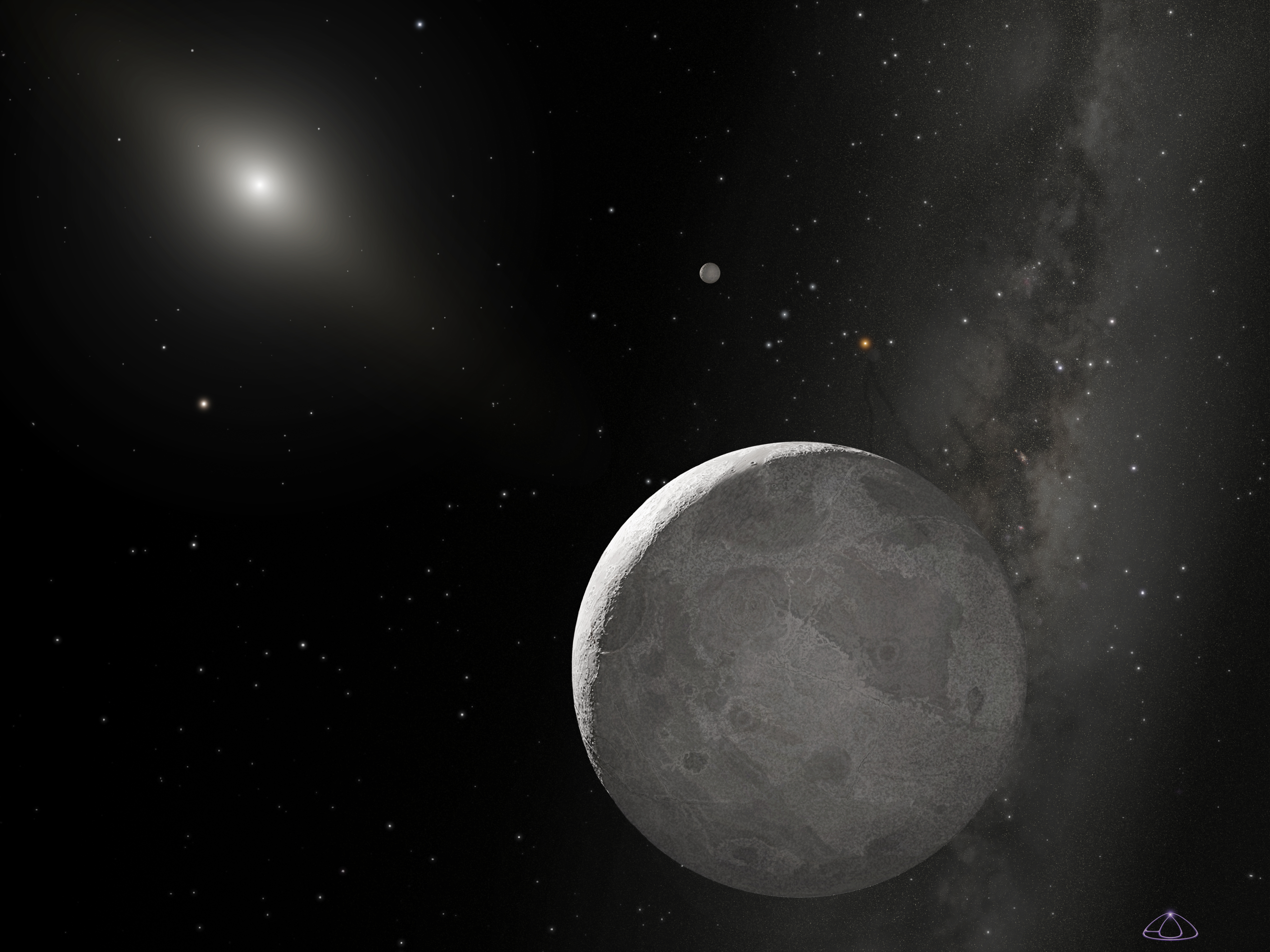
طراحی هنری از اریس (وسط) و دیسنومیا (بالای آن). جسم نورانی بالا سمت چپ، خورشید است.

دیسنومیا تنها ماه اریس است و در سال ۲۰۰۵ توسط مایکل براون و گروهی از دانشمندان، مدتی پس از کشف اریس کشف‌شد. قطر دیسنومیا تنها ۱۰۰ تا ۲۵۰ کیلومتر و کوچکتر از ایالت ماساچوست است. دانشمندان مطمئن نیستند که دیسنومیا از چه چیزی ساخته‌شده، اما بر این باورند که از آب منجمد ساخته شده‌است. ستاره‌شناسان برای شناسایی پلوتو و اریس از دیسنومیا استفاده می‌کنند؛ آن‌ها می‌دانستند که اریس از پلوتو بزرگتر است، اما نمی‌دانستند که جرم اریس از پلوتو بیشتر است. آن‌ها می‌توانند جرم جسم را با استفاده از ماه آن اندازه‌گیری کنند؛ به‌طوری‌که فاصلهٔ میان جسم و ماه آن و مدت زمان گردش ماه به دور جسم را اندازه‌گیری می‌کنند. با استفاده از این روش، ستاره‌شناسان دریافتند که جرم اریس ۲۷ درصد بیشتر از پلوتو است.
درک درست ویژگی‌های خلأ کوانتومی ممکن‌است که انقلاب علمی آینده باشد. به تازگی پیشنهاد شده‌است خلأ کوانتومی شامل دو قطبی‌های گرانشی مجازی است و این فرضیه را می‌توان در منظومهٔ خورشیدی مورد آزمایش قرار داد. درک این پدیده ممکن‌است با مطالعهٔ دقیق‌تر بر مدار سیارات صورت بگیرد. بهترین آزمایشگاه برای مطالعهٔ ویژگی‌های گرانشی خلأ کوانتومی، اریس و دیسنومیا است. به این دلیل که حرکت تقدیمی حضیض (تقدیم دیسنومیا) پیرامون اریس به‌شدت تحت سلطهٔ خلأ کوانتومی است.

## واحدهای معادل
1. ↑  ۱۰ میلیارد مایل
2. ↑  ۹۷٫۵۶ واحد نجومی
3. ↑  ۳۸۵۴ واحد نجومی